# 扎博里耶-尼科利斯卡亚农村居民点
扎博里耶-尼科利斯卡亚农村居民点（俄语：Заборско-Никольское сельское поселение）是俄罗斯联邦布良斯克州茹科夫卡区所属的一个农村居民点。其下辖有7个居民点，行政中心为尼科利斯卡亚镇。据2015年统计，该农村居民点的人口为1210人。